# Chris Warsawski
Chris Warsawski (* 13. August 1992 in Merseburg) ist ein deutscher Volleyballspieler.

## Karriere
Warsawski stammt aus dem Nachwuchs des VC Bad Dürrenberg/Spergau. Nachdem er mit der zweiten Mannschaft den ersten Platz in der Regionalliga erreicht hatte, rückte er 2011 in das Bundesliga-Team von Chemie Volley Mitteldeutschland auf. Nach einer Saison 2012/13 beim Zweitligisten GSVE Delitzsch kehrte Warsawski zurück zu Chemie Volley, wo er zunächst wieder im Regionalligateam spielte. Im Januar 2014 rückte der Mittelblocker erneut in die Bundesligamannschaft auf. Im Sommer 2014 wechselte Warsawski zum Zweitligisten VC Bitterfeld-Wolfen. Dort wechselte Warsawski auf die Diagonalposition und reifte zu einer gewachsenen Stammkraft in der zweiten Liga. Im Jahr 2017 mussten die Bitterfelder ihn dann allerdings wieder in Richtung Spergau zu Chemie Volley ziehen lassen. Beim nun dritten Anlauf bei den Piraten feiert Warsawski den bisher erfolgreichsten Abschnitt seiner Karriere. In der Saison 2017/2018 sowie in der Saison 2018/2019 feierte er mit seinem Team die Meisterschaft in der zweiten Volleyball-Bundesliga.
Nachdem die Saison 2019/20 aufgrund der Covid-19 Situation im März 2020 hatte abgebrochen werden müssen, wurde im Juni 2020 der Wechsel von Warsawski zu den L.E. Volleys bekanntgegeben, mit denen er bis 2022 in der Südstaffel der zweiten Volleyball-Bundesliga spielte. Anschließend kehrte er zu den inzwischen in die Regionalliga abgestiegenen Chemie Volleys zurück.
Zudem tritt Warsawski seit 2014 beim größten Traditionsturnier seines Heimatbundeslandes in Hüttenrode für den VC Timbuktu an. Seither verlief es dort fast immer gleich. Timbuktu konnte als erstes Herrenteam in der Geschichte des Turniers viermal in Folge gewinnen (2014 bis 2017) und Warsawski war immer eine tragende Säule für sein Team. Nach einem kleinen Dämpfer im Jahr 2018 mit Platz neun sicherten sich Warsawski und der VC Timbuktu im Jahr 2019 ihren fünften Titel.